# Rodolfo Salinas
Rodolfo Salinas Ortiz (Durango, 29 agosto 1987) è un ex calciatore messicano, di ruolo centrocampista.

## Carriera

### Club
Ha giocato nel San Luis FC prima di passare al Santos Laguna.